# Axel Axlid
Axel Teodor Axlid, född 31 oktober 1903 i Bodarps församling, Malmöhus län, död 17 februari 1978 i Hudiksvall,  var en svensk präst. 
Axlid, som var son till småbrukaren Per Persson och Emma Vilhelmina Larsson, blev efter studentexamen vid Fjellstedtska skolan 1927 student vid Lunds universitet 1927, avlade teologisk-filosofisk examen 1928, blev student vid Uppsala universitet 1932, teologie kandidat 1932 samt avlade praktisk teologiska prov och prästvigdes samma år, Han var extra ordinarie präst i Nora och Älvkarleby församlingar 1932–1934, blev kyrkoadjunkt i Hållnäs församling 1934, kyrkoherde i Rogsta församling 1947 och var kontraktsprost i Nordanstigs kontrakt från 1962.